# Clase d'Estienne d'Orves
La clase d'Estienne d'Orves (Tipo A69) es una serie de corbetas (aunque la marina francesa las clasifica como avisos) de la Marine Nationale (Francia). Fueron construidas veinte unidades, algunas de las cuales han sido vendidas a Argentina y Turquía.
Su diseño se basó en el proyecto portugués de corbetas de la clase João Coutinho. Son buques principalmente diseñados para la defensa costera y antisubmarina, pero está también han sido utilizados para misiones de escolta de alta mar. De un diseño simple y robusto, tienen un sistema de propulsión económico y confiable que les permite ser usados para misiones de presencia de ultramar.

## Historia
Construido por el Astillero DCAN, en Lorient, Francia. Entraron en servicio entre 1976 y 1984 con los números indicativos que fueron del F781 a F797. Son, progresivamente, reemplazados por las fragatas furtivas de la Clase La Fayette y los futuros FREMM. Se estima que los últimos buques franceses de esta clase serán retirados del servicio en 2011.
La Armada Argentina adquirió tres buques de la clase, mientras que la de Turquía obtuvo seis buques que la Armada Francesa retiró del servicio activo.

## Características
De diseño compacto y fuertemente armadas para la época de su diseño, resultaron ser buques muy económicos para extensas patrullas.
Su armamento, importante para un buque de esta talla, les permite administrar un espectro importante de misiones. Durante la Guerra Fría, fueron esencialmente utilizados para patrullar en el océano Atlántico y tratar de detectar submarinos soviéticos.
Los buques fueron destacados, esencialmente, para patrullas y misiones de asistencia, así como de participaciones a las misiones ordenadas por la ONU (como puede ser bloqueos, controles de navegación, lucha contra la droga, extracción de naturales, controles de pescas, etc.).

## Equipamiento electrónico

### Marina Francesa
• Radar exploración aérea y superficie: Thompson-CSF DRBV-51A

• Radar de navegación DRBN-34 o DRBV-38 (Racal Decca) o 1007 (Kelvin Huges)

• Control de fuego: Thompson-CSF DRBC 32E

• Detector de radar ARBR-16

• Sonar: DUBA-25

• Señuelos; Lanzadores Chaff/Flare Dagaie; Señuelo de torpedos SQL-25

• Sistema de telecomunicaciones por satélite Siracusa

• Sistema de transmisión por satélite Inmarsat

• Dromo a EDO, sistema de ayuda al mando SEAO / OPSMER

### Armada Argentina
• Radar de exploración aérea y superficie: Thompson-CSF DRBV 51A

• Radar de navegación: Decca RM1226

• Control de fuego: Thompson-CSF DRBC 32E

• Sonar: Thompson-Sintra Diodon

• Señuelos: Lanzadores Chaff/Flare Dagaie; Señuelo de torpedos SQL-25

• Sistema Miniaco de desarrollo propio, que integra todos los sistemas electrónicos en tres pantallas

## Buques de la clase
Un total de 17 barcos de esta clase fueron construidos para Francia, que los bautizó con nombres de héroes de la Segunda Guerra Mundial. Desde entonces, ocho de estos barcos han sido dados de baja, de los cuales seis fueron vendidos a la Marina Turca donde fueron designados de nuevo como corbetas.

### Marina Nacional de Francia
- F781 D'Estienne d'Orves, baja en 1999, rebautizada TCG Beykoz por la Armada Turca.
- F782 Amyot d'Inville, baja en 1999, rebautizada TCG Bartin por la Armada Turca.
- F783 Drogou, baja en 2000, rebautizada TCG Bodrum por la Armada Turca.
- F784 Détroyat, baja en 1997.
- F785 Jean Moulin, baja en 1999.
- F786 Quartier-Maître Anquetil, baja en 2000, rebautizada TCG Bandirma por la Armada Turca.
- F787 Commandant de Pimodan, baja en 2000, rebautizada TCG Bozcaada por la Armada Turca.
- F788 Second-Maître Le Bihan, rebautizada TCG Bafra por la Armada Turca.
- F789 Lieutenant de vaisseau Le Hénaff
- F790 Lieutenant de vaisseau Lavallée
- F791 Commandant L'Herminier
- F792 Premier-Maître L'Her
- F793 Commandant Blaison
- F794 Enseigne de vaisseau Jacoubet
- F795 Commandant Ducuing
- F796 Commandant Birot
- F797 Commandant Bouan

### Fuerzas Navales de Turquía
- TCG Bozcaada (F-500), comisionado en 2001. Ex-F787 Commandant de Pimodan.
- TCG Bodrum (F-501), comisionado en 2001. Ex-F783 Drogou.
- TCG Bandırma (F-502), comisionado en 2001. Ex-F786 Quartier-Maître Anquetil.
- TCG Beykoz (F-503), comisionado en 2002. Ex-F781 D'Estienne d'Orves.
- TCG Bartın (F-504), comisionado en 2002. Ex-F782 Amyot d'Inville.
- TCG Bafra (F-505), comisionado en 2002. Ex-F788 Second-Maître Le Bihan.

### Armada Argentina
La Armada Argentina también operó tres D'Estienne D'Orves, llamadas Clase Drummond. Originalmente ordenaron dos que fueron construidos para la Marina Sudafricana, pero debido a un embargo ordenado por las Naciones Unidas por el apartheid no fueron entregadas y ofrecidas a la venta en 1978. Argentina encargó un tercer buque de la clase que fue entregado en 1981.
- ARA Drummond (P-31) (ex sudafricano Good Hope)
- ARA Guerrico (P-32) (ex sudafricano Transvaal)
- ARA Granville (P-33)

Los buques argentinos tuvieron importante participación en la Guerra de Malvinas, donde la P-32 resultó ligeramente averiada en Grytviken, cuando se tomaron militarmente las Islas Georgias del Sur.
También fueron desplegadas a Haití, para cumplir el mandato de la Naciones Unidas, en 1994, donde participaron del bloqueo para el restablecimiento de la democracia en Haití.
Las unidades pasaron a retiro siendo la ARA Granville la última en ser radiada en 2024.

## Imágenes

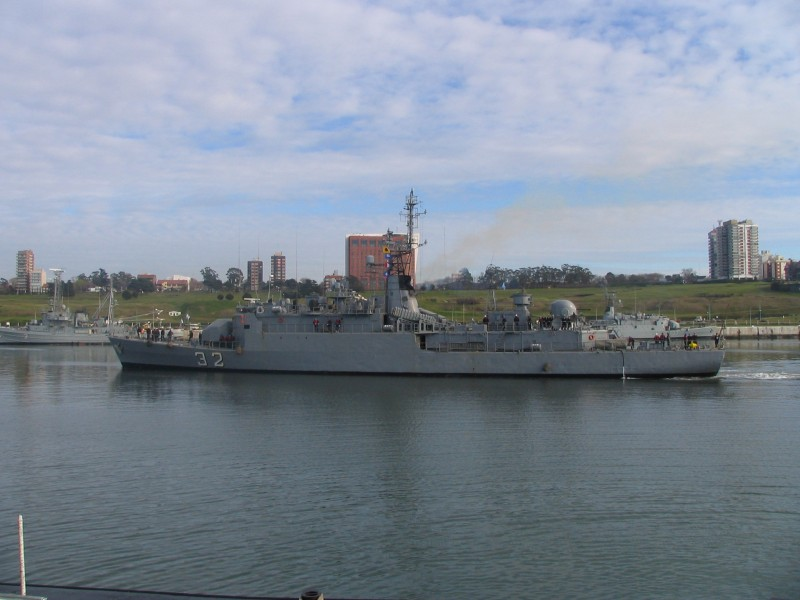
El ARA Guerrico de la Armada Argentina, participó en la toma de Grytviken, en 1982.
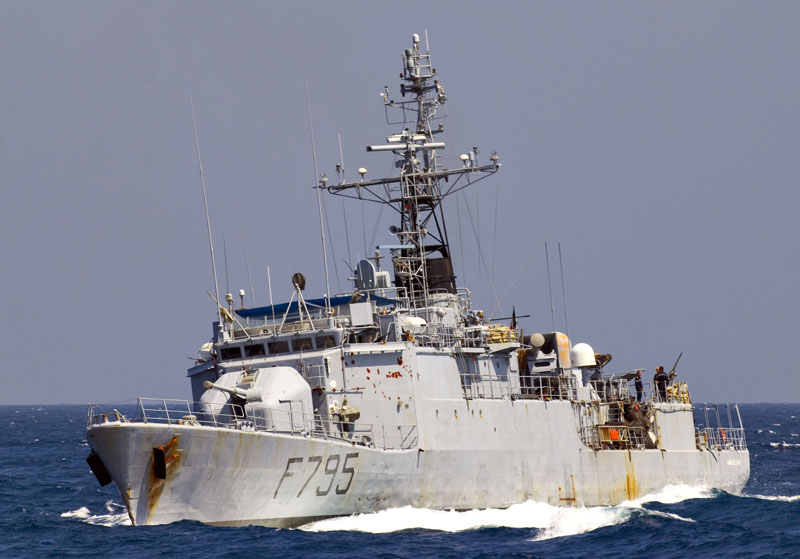
Aviso Commandant Ducuing de la Marina Nacional de Francia.